# Ocotea cuneata
Ocotea cuneata là loài thực vật có hoa trong họ Nguyệt quế. Loài này được (Nees) J.F. Macbr. miêu tả khoa học đầu tiên năm 1931.